# Zhang Wei
Zhang Wei (张伟S, Zhāng WěiP; Chaoyang, 12 febbraio 1986) è un'ex cestista cinese.
È la sorella gemella di Zhang Yu.

## Carriera
Con la Cina ha disputato i Giochi olimpici di Pechino 2008 e i Campionati del mondo del 2006.